# Jerzy Nowak (aktor)
Jerzy Nowak (ur. 20 czerwca 1923 w Brzesku, zm. 26 marca 2013 w Warszawie) – polski aktor teatralny i filmowy, pedagog.

## Życiorys
Jego ojcem był Józef Nowak, starosta w Bohorodczanach w województwie stanisławowskim, a w czasie wojny kierownik Biura Okręgowego Delegata Rządu w Krakowie.
Jerzy Nowak podczas II wojny światowej walczył w podziemiu niepodległościowym. Jak wspominał jego młodszy kuzyn Jan Güntner: „Jerzyk, czyli Jerzy Nowak, był w miejskich strukturach Armii Krajowej. Do jego zadań należało wykonywanie wyroków śmierci. Po wojnie się nie ujawnił”.
W 1948 roku ukończył Państwową Szkołę Dramatyczną w Krakowie. Po latach, już jako aktor krakowskiego Starego Teatru, został jej wykładowcą. Za swoje wybitne kreacje sceniczne był wielokrotnie nagradzany.
Do historii polskiego teatru wszedł przede wszystkim rolą Hirsza Singera, w granym nieprzerwanie od 1994 spektaklu Ja jestem Żyd z Wesela, według prozy Romana Brandstaettera. W październiku 2011 odbyło się 600. przedstawienie tej sztuki.
W filmach był obsadzany najczęściej w rolach drugoplanowych postaci charakterystycznych (Żydów, gestapowców). Wielką kreację stworzył jako Zucker w filmie Ziemia obiecana w reżyserii Andrzeja Wajdy.
W 2005 postanowił zrealizować film, którego tematem będzie śmierć, rzekomo dowiedziawszy się o swojej poważnej chorobie. Swoje zwłoki zapisał w testamencie Collegium Medicum Uniwersytetu Jagiellońskiego, gdzie miały zostać spreparowane w formalinie. W 2007 roku powstał dokument pod tytułem Istnienie, traktujący o problemie śmierci jako takiej; jego reżyserem był Marcin Koszałka. Film ten wzbudził znaczne zainteresowanie mediów, natomiast plotki o chorobie aktora zostały zdementowane.
Od 1989 r. był żonaty z Marią Andruszkiewicz-Nowak, zmarłą 8 sierpnia 2010 krakowską aktorką i było to jego drugie małżeństwo. Był kuzynem aktora Jana Güntnera.
Jesienią 2009 nakładem Wydawnictwa Austeria ukazała się biografia Jerzego Nowaka, Książka o miłości, napisana wspólnie z żoną, która w lutym 2010 uhonorowana została Nagrodą Krakowska Książka Miesiąca.
Pochowany został na krakowskim cmentarzu Rakowickim w alei zasłużonych (kwatera LXIX pas B-1-16).

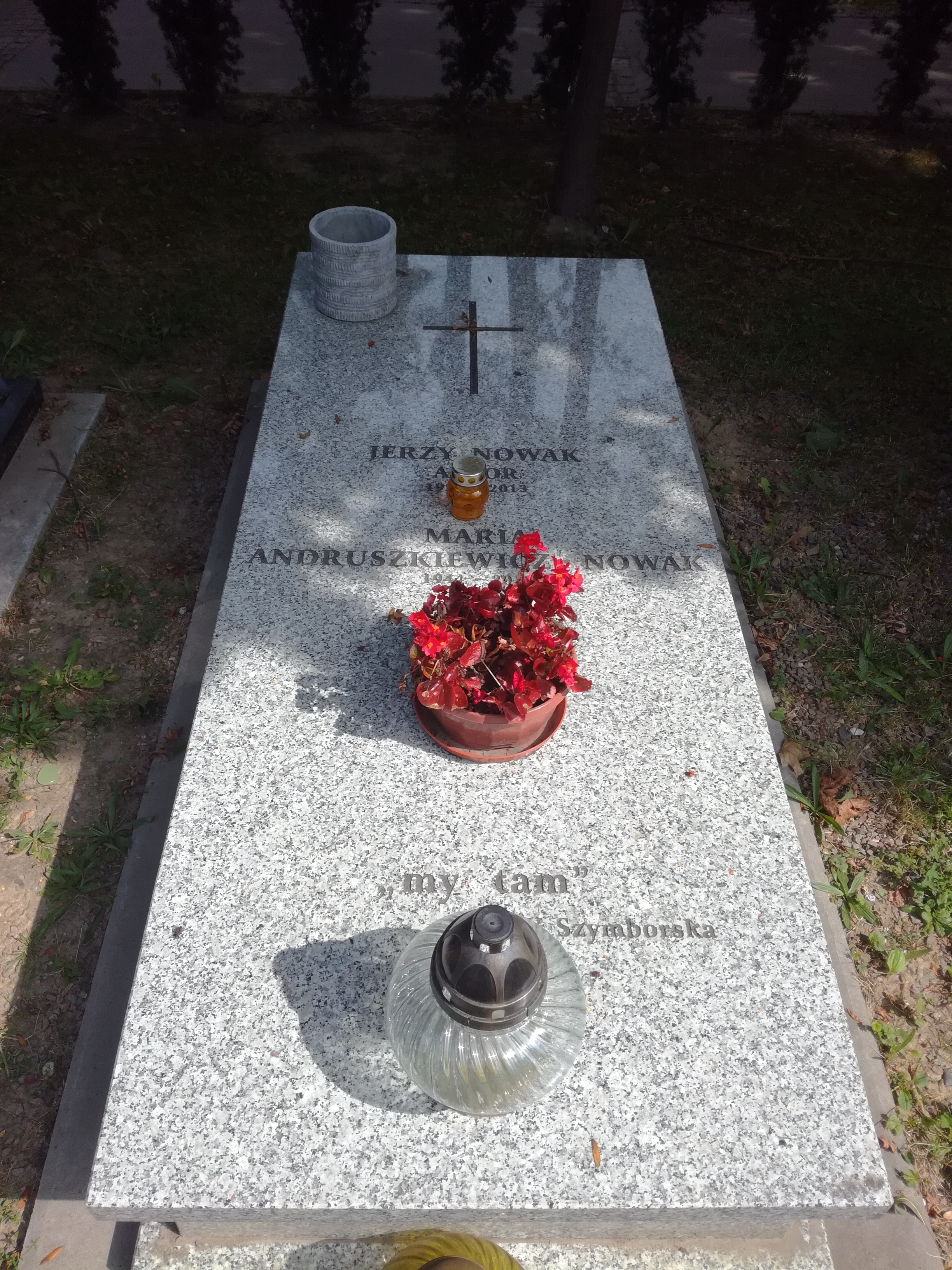
Grób Jerzego Nowaka na cmentarzu Rakowickim

## Filmografia
- Koniec naszego świata (1964) – blockführer
- Sobótki (1965) – kolejarz Kranz
- Jowita (1967) – uczestnik balu przebrany za pirata
- Stawka większa niż życie (1968) – krawiec Marian Skowronek, w odcinku „W imieniu Rzeczypospolitej” (10)
- Kopernik (1972) – uczestnik procesji mnicha Mateusza
- Czarne chmury (1973) – oberżysta, szpieg pruski
- Najważniejszy dzień życia (1974), odc. Broda – „Łysy”, wizytator z województwa
- Ziemia obiecana (1974) – Zucker
- Próba ciśnienia (1976) – lekarz
- Amator (1979) – Stanisław Osuch, kierownik Filipa
- Ród Gąsieniców (1979) – Szymek Polowacz
- Misja (1980) – Jakub Gutman
- Mgła (1983) – dziadek
- Nie było słońca tej wiosny (1983) – Josek
- Medium (1985) – Ernest Wagner
- Oko proroka czyli Hanusz Bystry i jego przygody (1985) – Jost Fok
- Alchemik Sendivius (1988) – książę Kiejstut
- Kanclerz (1989) – mnich (odc. 2)
- Szwadron (1992) – krawiec Lejba
- Lista Schindlera (1993) – inwestor
- Trzy kolory. Biały (1993) – stary rolnik
- Historie miłosne (1997) – ankieter
- Brat naszego Boga (Our God’s Brother) (1997) – Antoni
- Wiedźmin (2001) – kapłan Vesemir
- Quo vadis (2001) – chrześcijanin Kryspus
- Wiedźmin (serial telewizyjny) (2002) – kapłan Vesemir
- Julia wraca do domu (2002) – Mietek
- Zemsta (2002) – murarz Michał Kafar
- Istnienie (2007, film dokumentalny) – bohater filmu
- Rysa (2008) – Leon
- Dzieci Ireny Sendlerowej (2009) – stary rabin
- Mistyfikacja (2010) – doktor Askenazy
- Latający mnich i tajemnica Da Vinci (2010) – brat Bernard
- Tych miasteczek nie ma już (2011) – Żyd Karczmarz[11][12]
- Obława (2012) – Stary Wiarus
- Sierpniowe niebo. 63 dni chwały (2013) – Leonard

## Odznaczenia i nagrody
- Krzyż Partyzancki (1964)
- Złoty Krzyż Zasługi (1979)
- Złoty Medal „Zasłużony Kulturze Gloria Artis” (2008)[13]
- Złota Odznaka „Za zasługi dla Krakowa” (1977)
- Nagroda na IV Ogólnopolskim Festiwalu Teatrów Jednego Aktora we Wrocławiu za monodram Prawdziwa obrona Sokratesa Kostasa Varnalisa w Starym Teatrze w Krakowie (1969)
- Wyróżnienie na XXVI Festiwalu Polskich Sztuk Współczesnych we Wrocławiu za rolę Ojca w spektaklu Bruno Henryka Dederko w reż. Jacka Andruckiego (1987)
- Nagroda na XVIII Opolskich Konfronracjach Teatralnych w Opolu za rolę Żyda w Weselu Stanisława Wyspiańskiego w reż. Andrzeja Wajdy w Starym Teatrze im. Heleny Modrzejewskiej w Krakowie (1993)
- Nagroda Główna na XXX Ogólnopolskim Przeglądzie Teatrów Małych Form za rolę Hirsza Singera w spektaklu Ja jestem Żyd z „Wesela” na podstawie opowiadania Romana Brandstaettera w reż. Tadeusza Malaka w Starym Teatrze im. Heleny Modrzejewskiej w Krakowie (1995)
- „Ludwik” – nagroda krakowskiego środowiska teatralnego za rolę tytułową w spektaklu Pan Paweł Dorsta w Stowarzyszeniu Teatralnym „Łaźnia” (2001)
- Nagroda na Festiwalu Komedii Talia w Tarnowie za rolę w monodramie Babski wybór na podstawie Na skalnym Podhalu Kazimierza Przerwy-Tetmajera ze Stowarzyszenia „Molier” w Krakowie (2004)
- Krakowska Książka Miesiąca – nagroda za książkę Książka o miłości (2010)